# Comstock (cráter)

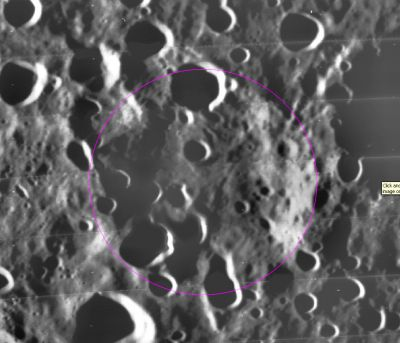
Captura de pantalla del programa MAP-A-Planet.

Comstock es un cráter de impacto que se encuentra en la cara oculta de la Luna, situado al noreste de la llanura amurallada del cráter Fersman, y al norte del cráter Weyl.
Se trata de una formación de cráteres erosionados con varios cráteres pequeños que yacen a largo de su borde. Una de ellos está unidos al lado interior del borde y a la pared interior, que se extiende en parte de su recorrido a través del suelo. Un grupo de pequeños cráteres se extiendan más allá del borde del sursudoeste y la pared interior. El suelo interior está marcado por varios cráteres pequeños y rastros del sistema de marcas radiales del cráter Ohm, que aparece hacia el este-sureste.

## Cráteres satélite
Por convención estos elementos son identificados en los mapas lunares poniendo la letra en el lado del punto medio del cráter que está más cerca de Comstock.
|          | \| Comstock \| Coordenadas \| Diámetro \| \| -------- \| ------------------------------- \| -------- \| \| A \| 24°48′N 121°12′O / 24.8, -121.2 \| 21 km \| \| P \| 20°06′N 122°42′O / 20.1, -122.7 \| 26 km \| |          |
| Comstock | Coordenadas | Diámetro |
| A        | 24°48′N 121°12′O / 24.8, -121.2 | 21 km    |
| P        | 20°06′N 122°42′O / 20.1, -122.7 | 26 km    |